# Lișna, Botoșani
Lișna este un sat în comuna Suharău din județul Botoșani, Moldova, România.
Satul este traversat de șoseaua națională Dorohoi – Rădăuți-Prut dinspre sud spre nord și drumul Suharău – Lișna – Havârna dinspre vest – est, împărțindu-l  în patru sectoare.
Vecini:
La nord se învecinează cu pădurea Lișna – aproximativ 300 ha și satul Mlenăuți (Manolea) din comuna Hudești, la est cu satul Izvoare din comuna Suharău și satele Arborea și Stânca, din cadrul comunei George Enescu la sud cu satul Smârdan iar la vest cu satul Plevna.
Scurt istoric:
Primele mențiuni sunt făcute de documentele slavo-române dintre anii 1412-1722 publicate în ,,Viața românească” la Iași de către Gh. Ghibănescu. Ele ne prezintă primul act scris în care se amintește că Irimia Vodă Movilă „întărește lui Ionașcu Tolocico și Agafiei cumpărătura ce a fost făcută cu o mie de zloți, Tătărești din jumătate din Lișna de la frații Vărticești”. Documentul este scris de Dumitru din Suceava în anul 1598, luna februarie, ziua 28.
Denumirea satului:
Denumirea satului poate fi de origine slavă. În vechime satul de astăzi purta două nume, spre răsărit – Lișna, iar spre apus – satul Sfărcăuți, care a dispărut, probabil la 1822 când o bisericuță ce era în Lișna, a fost strămutată în parohia Crăiniceni (Horodiștea) județul Botoșani, după cum arată inscripția de acolo.
Construcția bisericii
Biserica s-a construit în anul 1814 și s-a terminat în 1816. Sfântul locaș a înlocuit o altă biserică dinspre nord zidită din piatră și cărămidă, acoperită cu tablă, fără clopotniță. S-a sfințit de către Protoereul Atanasie. Cu ocazia strămutării bisericuței din Lișna la Crăiniceni, în 1822, o parte din icoane și alte obiecte de cult au fost aduse în noul locaș de cult. Noua biserică cu hramul Sfinții Arhangheli Mihail și Gavril a mai primit ca patron și pe Sf.Anastasie Persul. La această dată și partea de apus a satului Lișna, numit atunci Sfărcăuți trece la denumirea de Lișna.
Ctitori ai acestei biserici sunt menționați: Preot Nichiforescu, Elefterie cu soția sa Anghelina, Grigoraș și enoriașii parohiei.
Arhitectura bisericii 

Lișna pe harta toponimică a Hudeștiului

Biserica este în formă de treflă, cu dimensiunile 55,20/5,10 m. În exterior este văruit în culoare crem deschis, având patru contra forturi. Acoperișul este în formă de șarpantă cu o cruce de fier deasupra altarului, iar deasupra pridvorului se află o clopotniță în formă de prismă cu baza dreptunghiulară, fiind acoperită cu tablă și terminată cu un bulb în formă de ceapă, având deasupra o cruce de fier. În biserică se intră pe ușa din pridvor situată în partea de miazăzi, iar de aici în pronaos printr-o ușă de stejar căptușită cu tablă. 
Deasupra pronaosului se află cafasul la care se ajunge cu ajutorul acelorași scări care duc la clopotnița din turla bisericii. Pronaosul are o boltă în formă de calotă, fiind despărțit de naos prin două icoane mari așezate pe părțile laterale ale bisericii. 
Naosul este prevăzut cu două abside laterale în care se află câte un geam de formă dreptunghiulară. Atât naosul cât și pronaosul sunt pardosite cu plăci de piatră, iar la strănile cântăreților pardoseala este din scândură de brad. Naosul este despărțit de altar prin catapeteasmă. Forma altarului este semi-circulară, având bolta comună cu naosul. Altarul are un singur geam – spre răsărit, iar pereții interiori sunt prevăzuți cu trei firide spre nord-est, spălătorul fiind fixat în zid. Dușumeaua este din scândură iar Sf. Masă este din zid. 
Catapeteasma bisericii, pictată de persoane anonime, în stil bizantin, datează din sec. VIII-IX. Este compusă din icoane pe lemn de tei, pe schelet de stejar, unele icoane având poleeală de aur. La fel ușile împărătești sunt sculptate și pictate.